# Tensorverjüngung
Die Tensorverjüngung oder Kontraktion ist ein mathematischer Begriff aus der linearen Algebra mit Verwendung in der Tensoranalysis und Tensoralgebra. Es ist eine Verallgemeinerung der Spur einer linearen Abbildung auf Tensoren, die mindestens einfach kovariant und einfach kontravariant sind. Anwendungen finden sich z. B. in der Relativitätstheorie (siehe auch Längenkontraktion), Mechanik usw.

## Definition
Sei {\displaystyle V} ein endlichdimensionaler Vektorraum und sei
{\displaystyle T_{s}^{r}(V):=\underbrace {V\otimes \cdots \otimes V} _{r{\text{-mal}}}\otimes \underbrace {V^{*}\otimes \cdots \otimes V^{*}} _{s{\text{-mal}}}}
der Tensorraum der {\displaystyle r}-fach kontravarianten und {\displaystyle s}-fach kovarianten Tensoren (kurz: {\displaystyle (r,s)}-Tensoren) über {\displaystyle V}.
Als Verjüngung oder Kontraktion eines Tensors (genauer:  {\displaystyle (k,l)}-Kontraktion) bezeichnet man die lineare Abbildung
{\displaystyle C_{l}^{k}:T_{s}^{r}(V)\rightarrow T_{s-1}^{r-1}(V)}
mit {\displaystyle 1\leq k\leq r} und {\displaystyle 1\leq l\leq s}, welche durch
{\displaystyle v_{1}\otimes \cdots \otimes v_{r}\otimes \xi _{1}\otimes \cdots \otimes \xi _{s}\mapsto }
{\displaystyle \xi _{l}(v_{k})(v_{1}\otimes \cdots \otimes v_{k-1}\otimes v_{k+1}\otimes \cdots \otimes v_{r}\otimes \xi _{1}\otimes \cdots \otimes \xi _{l-1}\otimes \xi _{l+1}\otimes \cdots \otimes \xi _{s})}
definiert werden kann. Dabei ist {\displaystyle v_{1}\otimes \cdots \otimes v_{r}\otimes \xi _{1}\otimes \cdots \otimes \xi _{s}} ein Element von {\displaystyle T_{s}^{r}(V)}. Nicht jedes Element von {\displaystyle T_{s}^{r}(V)} ist von dieser Form, aber die Elemente dieser Form erzeugen den Tensorraum und die Abbildung ist wohldefiniert. Setzt man {\displaystyle n:=r+s}, so wird also aus einem Tensor {\displaystyle n}-ter Stufe ein Tensor der Stufe {\displaystyle n-2}.

## Beispiele
- Interpretiert man eine Matrix als einen einfach ko- sowie kontravarianten Tensor, so ist die Verjüngung einer Matrix ihre Spur. Dies lässt sich sehr schnell einsehen, wenn man die Matrix {\displaystyle A\in \operatorname {End} (V)\cong V\otimes V^{*}} als Linearkombination 
{\displaystyle A=\sum _{i,j}\lambda _{i}^{j}\,v_{i}\otimes \xi _{j}}
darstellt. Hier bilden die {\displaystyle v_{i}} eine Basis von {\displaystyle V} und die {\displaystyle \xi _{j}} die dazu duale Basis von {\displaystyle V^{*}}. Wendet man nun die Funktion {\displaystyle C_{1}^{1}} an, so erhält man
{\displaystyle C_{1}^{1}(A)=C_{1}^{1}\left(\sum _{i,j}\lambda _{i}^{j}\,v_{i}\otimes \xi _{j}\right)=\sum _{i,j}\lambda _{i}^{j}\delta _{ij}=\sum _{i}\lambda _{i}^{i}=\operatorname {Spur} (A).}
Dies lässt erkennen, dass die Tensorverjüngung eine Verallgemeinerung des aus der linearen Algebra bekannten Spuroperators ist. Aus diesem Grund wird die Abbildung auch Spurbildung genannt.
- Man erhält aus dem riemannschen Krümmungstensor {\displaystyle R_{ijk}^{l}} durch Verjüngung den Ricci-Tensor {\displaystyle R_{ik}=R_{ijk}^{j}}.